# Liste der Bodendenkmäler in Anzing
Auf dieser Seite sind die Bodendenkmäler in der oberbayerischen Gemeinde Anzing zusammengestellt. Diese Tabelle ist eine Teilliste der Liste der Bodendenkmäler in Bayern. Grundlage ist die Bayerische Denkmalliste, die auf Basis des Bayerischen Denkmalschutzgesetzes vom 1. Oktober 1973 erstmals erstellt wurde und seither durch das Bayerische Landesamt für Denkmalpflege geführt wird. Die folgenden Angaben ersetzen nicht die rechtsverbindliche Auskunft der Denkmalschutzbehörde.

## Bodendenkmäler der Gemeinde Anzing

### Bodendenkmäler im Ortsteil Anzinger Forst
| Lage                      | Objekt                                     | Akten-Nr.     | Bild |
| ------------------------- | ------------------------------------------ | ------------- | ---- |
| Anzinger Forst (Standort) | Grabhügel vorgeschichtlicher Zeitstellung. | D-1-7837-0186 |      |

### Bodendenkmäler im Ortsteil Anzing
| Lage                                 | Objekt | Akten-Nr.     | Bild                       |
| ------------------------------------ | --- | ------------- | -------------------------- |
| Anzing (Standort)                    | Körpergräber der frühen Bronzezeit. | D-1-7837-0001 |                            |
| Anzing (Standort)                    | Burgstall des späten Mittelalters und der frühen Neuzeit (Schloss Anzing).                                                                          | D-1-7837-0002 |                            |
| Anzing (Standort)                    | Körpergräber vor- und frühgeschichtlicher Zeitstellung.                                                                                             | D-1-7837-0005 |                            |
| Anzing (Standort)                    | Turmhügel des hohen und späten Mittelalters (Kaisersberg).                                                                                          | D-1-7837-0008 |                            |
| Anzing (Standort)                    | Linienverschanzung der frühen Neuzeit. | D-1-7837-0009 |                            |
| Anzing (Standort)                    | Abgegangenes Schloss der frühen Neuzeit (Kaisersberg).                                                                                              | D-1-7837-0010 |                            |
| Anzing (Standort)                    | Körpergräber des frühen Mittelalters. | D-1-7837-0012 |                            |
| Anzing (Standort)                    | Verebnete Viereckschanze der späten Latènezeit. | D-1-7837-0077 |                            |
| Anzing (Standort)                    | Verebnete Grabhügel vorgeschichtlicher Zeitstellung.                                                                                                | D-1-7837-0081 |                            |
| Anzing (Standort)                    | Siedlung vorgeschichtlicher Zeitstellung. | D-1-7837-0091 |                            |
| Anzing (Standort)                    | Siedlung vorgeschichtlicher Zeitstellung. | D-1-7837-0092 |                            |
| Anzing (Standort)                    | Straße der römischen Kaiserzeit (Teilstück der Trasse Augsburg-Wels).                                                                               | D-1-7837-0110 |                            |
| Anzing Erdinger Strasse 2 (Standort) | Untertägige mittelalterliche und frühneuzeitliche Befunde im Bereich der Katholischen Pfarrkirche Mariä Geburt in Anzing und ihrer Vorgängerbauten. | D-1-7837-0130 | Bodendenkmal D-1-7837-0130 |
| Anzing (Standort)                    | Abgegangene Kirche des Mittelalters und der frühen Neuzeit (St. Veit in Anzing) mit zugehörigem Friedhof.                                           | D-1-7837-0131 |                            |
| Anzing (Standort)                    | Verebneter Grabhügel mit Kreisgraben vor- und frühgeschichtlicher Zeitstellung.                                                                     | D-1-7837-0134 |                            |
| Anzing (Standort)                    | Abgegangenes Hofmarkschloss der frühen Neuzeit (Sitz Mauerstetten).                                                                                 | D-1-7837-0142 |                            |
| Anzing (Standort)                    | Siedlung der Hallstattzeit, der mittleren und späten Latènezeit sowie des frühen Mittelalters.                                                      | D-1-7837-0143 |                            |
| Anzing (Standort)                    | Abgegangene Kirche des späten Mittelalters und der frühen Neuzeit mit aufgelassenem Friedhof (Hl. Kreuz).                                           | D-1-7837-0183 |                            |
| Anzing (Standort)                    | Verebneter Grabhügel mit Kreisgraben vorgeschichtlicher Zeitstellung.                                                                               | D-1-7837-0199 |                            |